# Ghetto de Brest (Biélorussie)
Le ghetto de Brest (Biélorussie) (nom local : Бресткое гетто) est un ghetto juif qui a existé au cours de la Seconde Guerre mondiale, pendant dix mois, du 16 décembre 1941 au 18 octobre 1942. Il s'est agi d’un lieu de déportation des Juifs de la ville de Brest, voblast de Brest, et des environs, suivant le processus de la Shoah consistant à rassembler par la force, en vue de les exterminer à court ou moyen terme, les Juifs à l'époque de l'occupation des territoires de l’Europe orientale par les forces armées du Troisième Reich.
La ville de Brest, anciennement Brest-Litovsk, était située en Pologne depuis 1920, mais les clauses du Pacte germano-soviétique signé le 23 août 1939, soit une semaine avant le déclenchement de la Seconde Guerre mondiale, l'avait assignée à l'URSS qui en avait ainsi pris possession environ deux semaines après le début des hostilités, à la suite de l’invasion commune du territoire de la Pologne par les troupes allemandes et soviétiques, alliées à l'époque : les troupes allemandes avaient été celles qui avaient d’abord pris la ville puis, après quelques jours d’occupation, l'avaient quittée pour laisser place à l'Armée rouge.
Mais moins de deux ans plus tard, en juillet 1941, la ville retombe aux mains des Allemands, à la suite de l’offensive générale nazie contre son ex-allié soviétique. La politique de destruction des Juifs de la ville et ses environs peut alors commencer, selon un processus qui s'affine entre le second semestre 1941 et le premier semestre 1942.
L'annihilation du ghetto de Brest à l'automne 1942 marqua la fin d'une communauté juive vieille de six cents ans.

## La communauté juive de Brest-Litovsk

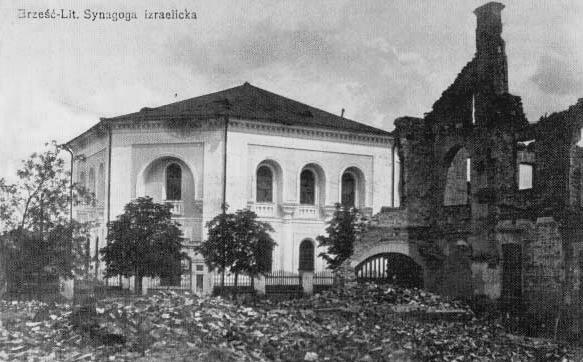
Synagogue de Brest-Litovsk, début du XXe siècle.

Les premiers Juifs s'établissent à Brest-Litovsk sous le règne de Kęstutis, grand-duc de Lituanie au XIVe siècle. En 1388, son successeur Vytautas le Grand octroie une charte favorable aux Juifs, qui est plus tard étendue à tous les Juifs du grand-duché. Les Juifs se livrent au commerce des tissus, des fourrures et autres marchandises et la communauté prospère jusqu'en 1495, quand les Juifs refusant la conversion au christianisme sont expulsés de Lituanie... pour y être rappelé dès 1503. Au XVIe siècle, les Juifs connaissent à nouveau une grande réussite au point de posséder 16 % des propriétés de la ville. Leur situation se détériore au XVIIe siècle. Après un premier pillage des propriétés juives en 1637, des centaines, peut-être deux milliers de Juifs sont massacrés lors du soulèvement de Khmelnytsky (1648-1649).
Les Juifs reviennent en ville dès 1655 et bénéficient d'une nouvelle charte de protection du roi Jean II Casimir Vasa qui ne les protège pas des massacres par l'armée russe en 1660 pendant une guerre russo-suédoise. Le roi de Pologne concède alors des privilèges fiscaux aux Juifs dont le nombre se monte à 525 (hors enfants de moins de 11 ans) selon le recensement de 1676. Près d'un siècle plus tard en 1766, ils sont 3353. Durant le XVIIe siècle, la communauté de Brest-Litovsk assume le leadership des Juifs de Lituanie (Au XVIIIe siècle Brest-Litovsk faisait partie du grand-duché de Lituanie, membre, avec la Pologne, de la république des Deux Nations). Au XVIIIe siècle, elle devient un bastion des Mitnagdim, opposés aux Hassidim.
Si l'annexion de Brest-Litovsk par la Russie en 1793 entraine un déclin de l'activité économique, la seconde partie du XIXe siècle voit un grand essor de la ville et de la communauté juive dont le nombre de membres passe de 8 135 en 1847 à 30 608 en 1897 pour une population totale de 46568 personnes. Malgré cela, seuls trois des vingt-trois membres du conseil municipal étaient juifs. Avant la Première Guerre mondiale, de nombreux Juifs militent dans les mouvements révolutionnaires.
Durant la Première Guerre mondiale, les Juifs furent expulsés successivement par les Russes puis les Allemands.
Après la Première Guerre mondiale, Brest-Litovsk redevient polonaise et la vie juive se développe à nouveau. Le maire-adjoint de Brest-Litovsk est, durant plusieurs années, juif alors que la population juive de la ville atteint 21 440 personnes en 1931 et 30 000 en 1941.
Au début de la Seconde Guerre mondiale, la partie est de la Pologne est incorporée à l'URSS et Brest devient une ville de Biélorussie.
La communauté juive de Brest-Litovsk a donné deux premiers ministres à l'État d'Israël : Menahem Begin, né à Brest-Litovsk en 1913 et Ariel Sharon dont le grand-père Mordecai Scheinerman y fut professeur d'hébreu avant d'émigrer en Palestine.

## Occupation de Brest et création du ghetto
La ville de Brest, dont la population s'élevait à environ 41 000 habitants en 1939 est située sur la route qui mène de Varsovie à Moscou. La forteresse de Brest-Litovsk qui opposa une forte résistance (polonaise) lors de l'invasion de la Pologne par les troupes allemandes en 1939, dut faire face en 1941 à l'attaque de l’Union soviétique par les Allemands lors de l'opération Barbarossa. Les Allemands attaquèrent la ville de Brest en premier lieu en raison de sa situation géographique et de plus, par surprise. Il en est résulté que peu de gens parvinrent à s'échapper, sinon vers les régions de l’Est qui furent prises par les Allemands quelques jours plus tard, car la Wehrmacht avançait rapidement.
Brest après la chute de cette forteresse fut occupée par les forces de Wehrmacht pendant trois ans et un mois : du 22 juin 1941 jusqu'au 28 juillet 1944.
Dans un communiqué : « Sur la situation dans les voblasts occupés de Biélorussie » daté déjà du 19 août 1941, le chef du parti communiste de Biélorussie P.K. Panomarenko, futur dirigeant de l'état-major général des mouvements de partisans (ru) (sigle : ЦШПД), rapporte des exemples d'actes de violence commis à l'encontre des Juifs sur le territoire biélorusse, parmi lesquels certains à Brest : « La population juive est exposée à une extermination impitoyable… à Brest-Litovsk les Allemands ont mis le feu à des maisons occupées par des Juifs, les empêchant de sortir de telle sorte qu'ils sont tous morts brûlés vifs… de pareils agissements sont nombreux ».
Le ghetto fut créé le 16 décembre 1941 (novembre 1941). Il était situé depuis la limite de la rue Maiakovsky jusqu'à la rivière Moukhavets et depuis la rue du Soviet jusqu'à la rue Kardinsky. Dans le ghetto se trouvaient ainsi l'avenue Maiakovsky, l'avenue des Cosmonautes, les rues Gogol, l'avenue de Moscou, de Kirov, Djerinsky, la limite entre l'ancien hôpital et la rivière Moukhavets.
À sa création, en décembre 1941, dix-huit mille Juifs furent introduits de force dans ce ghetto.

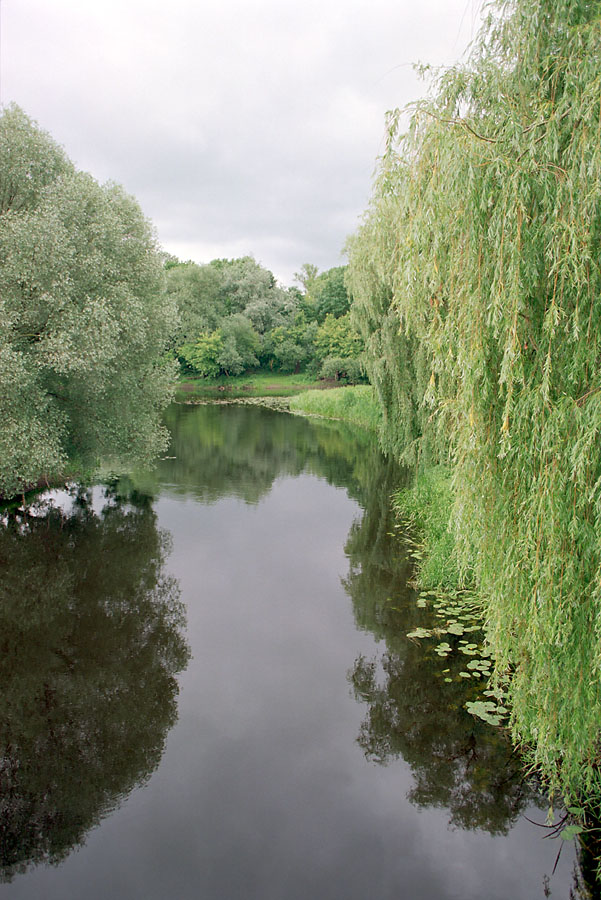
Le Moukhavets à Brest.

## Conditions de vie dans le ghetto
Les conditions de vie ne furent guère différentes de celles qui existaient dans les ghettos de Biélorussie pendant la Seconde Guerre mondiale et qui en dénombre trois cents. La ville étant située entre Varsovie, Minsk et Moscou, l'axe central qui partage toute la ville est : l'avenue de Moscou. L'avenue de Moscou comprenait deux bandes de circulation et fut donc partagée en deux parties inégales : la plus grande, (située au nord) servant de passage vers Minsk et Moscou et la plus petite (qui se trouve dans la partie sud), assignée à créer une des limites du ghetto occupé par les Juifs.
Le maintien de l'ordre était assuré par soixante collaborateurs du Judenrat. Le président du Judenrat s'appelait Kherm Rozenberg.
Le Judenrat était obligé de communiquer les renseignements dont les Allemands avaient besoin pour contrôler la population juive : identité, composition des familles, etc.

## Résistance dans le ghetto
En janvier 1942 furent créées en Biélorussie des organisations clandestines semblables à celles de la Résistance dans l'Europe occupée par les nazis. Un de ses organisateurs — Michaël Omelinskiy était officier de l'armée polonaise. Kholiavskiy Cholom (ru), un des dirigeants de la révolte au ghetto de Niasvij et membre du mouvement des partisans biélorusses, écrivait : 
«  Je n'affirme pas, que chaque Juif du ghetto a participé au mouvement clandestin ou qu'il a lutté contre l'ennemi, mais on ne peut nier par contre que l'essence de la vie dans le ghetto était clandestine. C'était un héroïsme de masse de la part de tous les Juifs du camp. »

## Destruction du ghetto
Durant l'automne 1942, les Allemands exigèrent une contribution de la part des Juifs sous forme d'argent, de bijoux, de valeurs en vue de faire face aux frais de liquidation du ghetto et en sachant la fin qu'il destinait à ses occupants. La contribution fut significative mais, dès le 15 octobre et jusqu'au 18 octobre, le ghetto fut liquidé. La majorité des Juifs furent tués, et ceux qui survécurent furent assignés à des travaux pour le Troisième Reich en Allemagne. Après la destruction il ne restait que dix-neuf personnes vivantes.
La fusillade des prisonniers du ghetto de Brest se déroula pour partie dans la ville elle-même, dans le quartier de la gare « Berioza Kartouskaia », mais assi au centre d'extermination situé dans le village de Bronnaya Gora.

### Camp de Bronnaya Gora

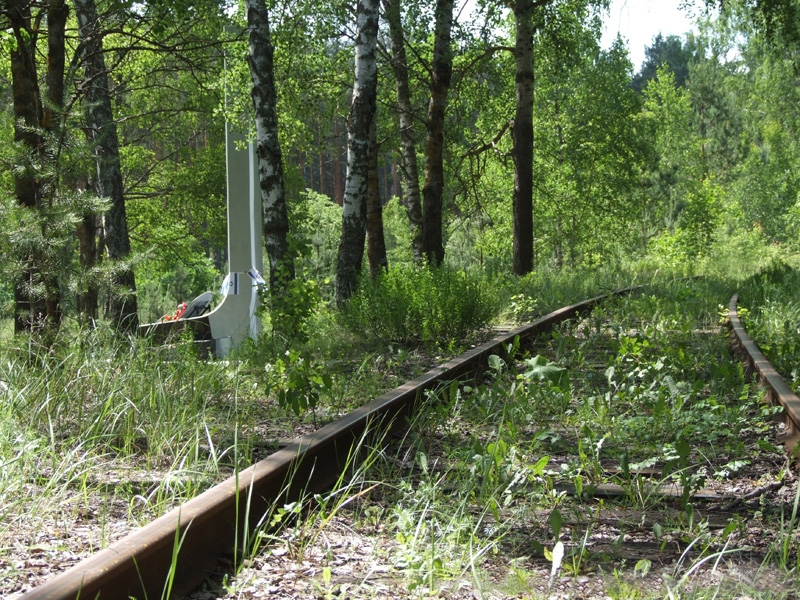
Voie ferrée désaffectée à Bronnaya Gora : à gauche, un mémorial pour les victimes de Brest.

L'ancien village de Bronnaya Gora est situé à mi-chemin entre Brest et Baranovitchi à 125 km au nord-est de Brest environ. Il se trouve le long de la route qui relie Brest à Minsk puis à Moscou, et le long des voies ferrées. Une petite gare y est installée. La région est couverte de bois et parsemée de petits lacs.
L'opération Barbarossa avait débuté le 22 juin 1941. Dès le 24 juin (malgré la résistance de la forteresse de Brest-Litovsk qui était cernée), le village de Bronnaya Gora était occupé par les Allemands. Ce n'est qu'un peu moins d'une année plus tard c'est-à-dire en mai 1942 que les Allemands installèrent un camp de concentration au nord-ouest de la petite gare. L'endroit se dénomme « quartier des bouleaux » et n'est pas à plus de quatre cents mètres du bâtiment de la gare. De chaque côté d'une voie de garage conduisant à un ancien entrepôt de l'Armée rouge, huit fosses furent creusées d'une longueur de 12 à 63 mètres, d'une largeur de 4,5 à 6,5 mètres et d'une profondeur de 3,5 à 4 mètres en vue d'y enterrer les corps des futures victimes. Ce sont les gens du village qui furent réquisitionnés pour creuser ces fosses. Leur nombre fait l'objet d'estimations différentes et les sources de renseignements sont peu nombreuses, car les ouvriers chargés de creuser ont tous été exécutés, probablement.
Le témoignage de Roman Stanislawowitchs Nowis qui était chef de la gare de Bronnaya Gora et devenu aiguilleur à l'arrivée des Allemands est le témoignage le plus précis des évènements : son aiguillage n'était distant que de deux cent cinquante mètres des fosses d'exécution et d'ensevelissement,.
Vers la mi-juin 1942, les nazis commencèrent graduellement à envoyer des convois à Bronnaya Gora et à tuer les Juifs de nombreux ghettos, les prisonniers des camps de concentration, des prisons, des partisans capturés dans des opérations punitives. Toutes les perssonnes étaient concernées y compris les femmes, les enfants et les vieillards. À proximité de ce camp, les villes de Pinsk, Slonim, Baranovitchi, Kobryn et les régions environnantes étaient peuplées dans une proportion variable mais importante d’une population juive.
Les Allemands organisèrent les massacres à Bronnaya Gora selon un processus bien réglé. Les trains chargés des futures victimes arrivaient par la voie de garage depuis la gare et s'arrêtaient à proximité de l'emplacement des massacres. Dès leur sortie des wagons, les personnes étaient obligées de se déshabiller complètement dans un espace clos ; après quoi elles étaient poussées vers un étroit passage entouré de barbelés, amenées dans une fosse puis fusillées sur place : elles y descendaient parfois (selon la profondeur) par des échelles, devaient s'y allonger, la tête tournée vers le cadavre de la personne déjà morte avant eux, puis étaient immédiatement exécutées. Un petit groupe de détenus était chargé de récupérer les vêtements et de les ramener dans le wagon.
Au camp de Bronnaya Gora, environ cinquante mille personnes furent tuées de la sorte. Elles étaient principalement juives.

## Mémoire
Dans le ghetto de Brest, du moment de sa création à celui de sa liquidation, furent torturés et tués entre dix-sept et dix-huit mille Juifs.
Dans les archives de l'état de l'oblast de Brest sont conservées des données sur un chiffre de douze mille prisonniers du ghetto. Après la guerre, un obélisque fut élevé en mémoire des Juifs du ghetto de Brest.

## Sources
- Справочник о местах принудительного содержания гражданского населения на оккупированной территории Беларуси 1941-1944 Traité sur les lieux de détention de la population sur le territoire biélorusse
- НАРБ, ф. 861, оп. 1, д. 3, л. 31;
- ГА Брестской области, ф. 514, оп. 1, д. 204, л. 2-4[7]; Oblast de Brest.
- ГА Брестской области, ф. 514, оп. 1, д. 289, л. 2, 4, 5[7]; "
- ГА Брестской области, ф. 201, оп. 1, д. 397, л. 62[7]; "
- ГА Брестской области, ф. 201, оп. 1, д. 323, лл. 1-237[7]; "
- ГАРФ, ф. 7021, оп. 83, д. 10, лл. 2-15, 24[7];

## Littérature
- Книга:Уроки Холокоста: история и современность. В. 3|Розенблат Е. С.|Палачи и жертвы Брестского гетто|uh030204|100-107 (Leçons de la Shoah par E.C.Rozenblat : bourreaux et victimes du ghetto de Brest)
- Книга:Уроки Холокоста: история и современность. В. 3|Иоффе Э. Г.|Участие евреев в Брестском антифашистском подполье (1941-1944)|uh030306|161-164 (Yoffé, Emmanuel Grigorievitch : la participation des juifs à la clandestinité antifasciste à Brest)
- Leonid Smilovitski// Смиловицкий, Леонид Львович|Л. Смиловицкий, «Катастрофа евреев в Белоруссии, 1941—1944 гг.», Тель-Авив, 2000 (La Shoah en Biélorussie).